# Oleg Znarok

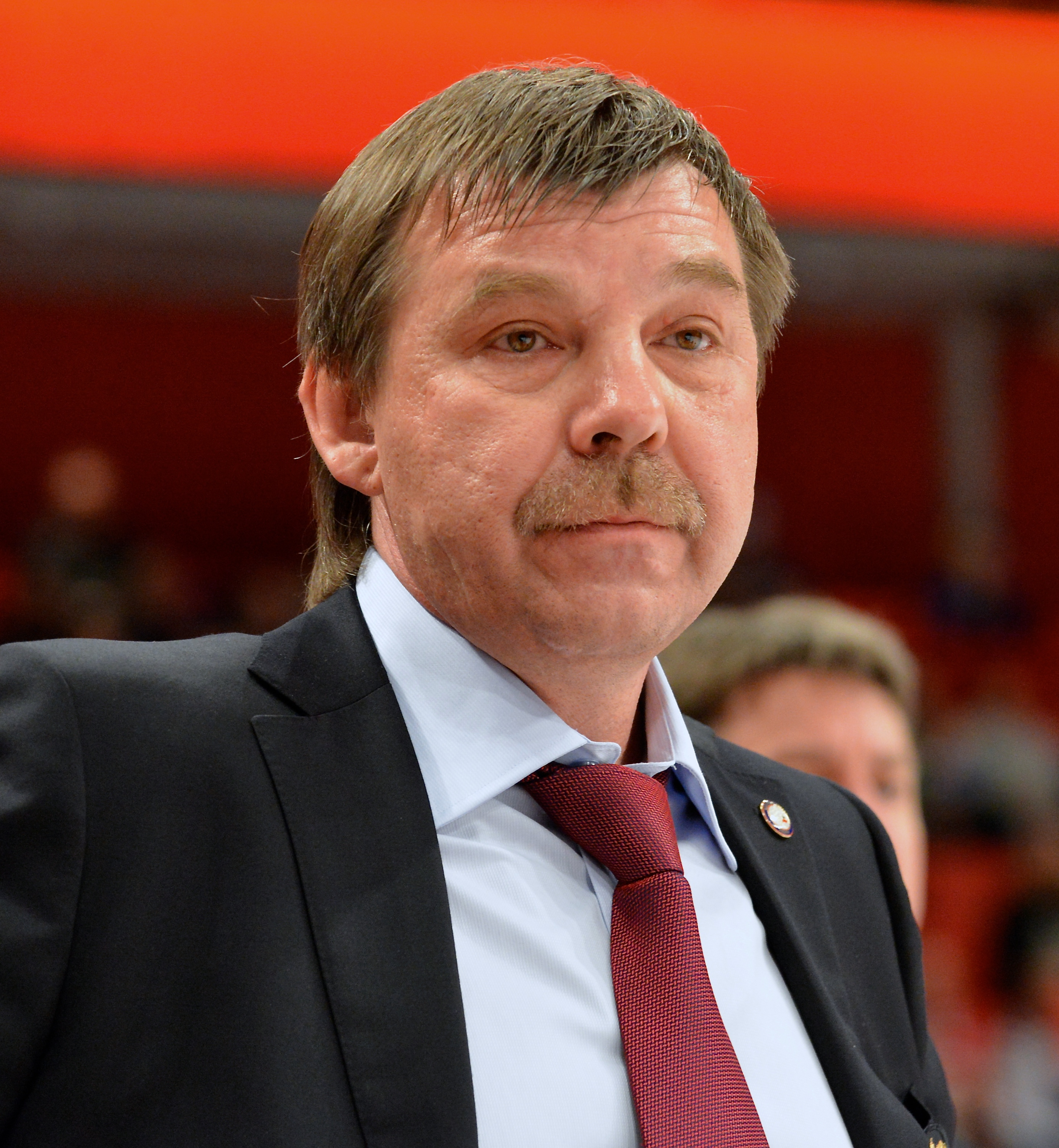
Oleg Znarok under matchen mot Sverige i Oddset Hockey Games 2014 i Stockholm.

Oleg Valerievich Znarok (ryska: Олег Валерьевич Знарок), född 2 januari 1963, är en lettisk före detta ishockeyspelare, med tyskt medborgarskap sedan 2001. Sedan 2014 är han tränare för det ryska ishockeylandslaget.